# Cyphomyia pseudomaculata
Cyphomyia pseudomaculata är en tvåvingeart som först beskrevs av Nartshuk och Rozkosny 1984.  Cyphomyia pseudomaculata ingår i släktet Cyphomyia och familjen vapenflugor. Inga underarter finns listade i Catalogue of Life.